# Schiedeella
Schiedeella – rodzaj roślin z rodziny storczykowatych (Orchidaceae). Obejmuje 18 gatunków występujących w Ameryce Północnej i Środkowej w takich krajach i regionach jak: Kostaryka, Dominikana, Salwador, Gwatemala, Meksyk, Nikaragua oraz w 3 stanach w USA - Arizona, Nowy Meksyk i Teksas.

## Systematyka
Rodzaj sklasyfikowany do podplemienia Spiranthinae w plemieniu Cranichideae, podrodzina storczykowe (Orchidoideae), rodzina storczykowate (Orchidaceae), rząd szparagowce (Asparagales) w obrębie roślin jednoliściennych.
Wykaz gatunków
- Schiedeella affinis (C.Schweinf.) Salazar
- Schiedeella albovaginata (C.Schweinf.) Burns-Bal.
- Schiedeella arizonica P.M.Br.
- Schiedeella crenulata (L.O.Williams) Espejo & López-Ferr.
- Schiedeella dendroneura (Sheviak & Bye) Burns-Bal.
- Schiedeella dressleri Szlach.
- Schiedeella esquintlensis Szlach., Rutk. & Mytnik
- Schiedeella faucisanguinea (Dod) Burns-Bal. ex A.E.Serna & López-Ferr.
- Schiedeella fragrans Szlach.
- Schiedeella jean-mulleri Szlach., Rutk. & Mytnik
- Schiedeella nagelii (L.O.Williams) Garay
- Schiedeella pandurata (Garay) Espejo & López-Ferr.
- Schiedeella saltensis Schltr.
- Schiedeella schlechteriana Szlach. & Sheviak
- Schiedeella tamayoana Szlach., Rutk. & Mytnik
- Schiedeella trilineata (Lindl.) Burns-Bal.
- Schiedeella violacea (A.Rich. & Galeotti) Garay
- Schiedeella williamsiana Szlach., Rutk. & Mytnik